# سیارک ۱۳۱۱
سیارک ۱۳۱۱ (به انگلیسی: 1311 Knopfia، نامگذاری:1933FF1) هزار و سیصد و یازدهمین سیارک کشف شده‌است که در ۲۴ مارس ۱۹۳۳ و در هایدلبرگ کشف شد.
قدر مطلق سیارک برابر ۱۲٫۲۰ است.